# ハーバート・リード

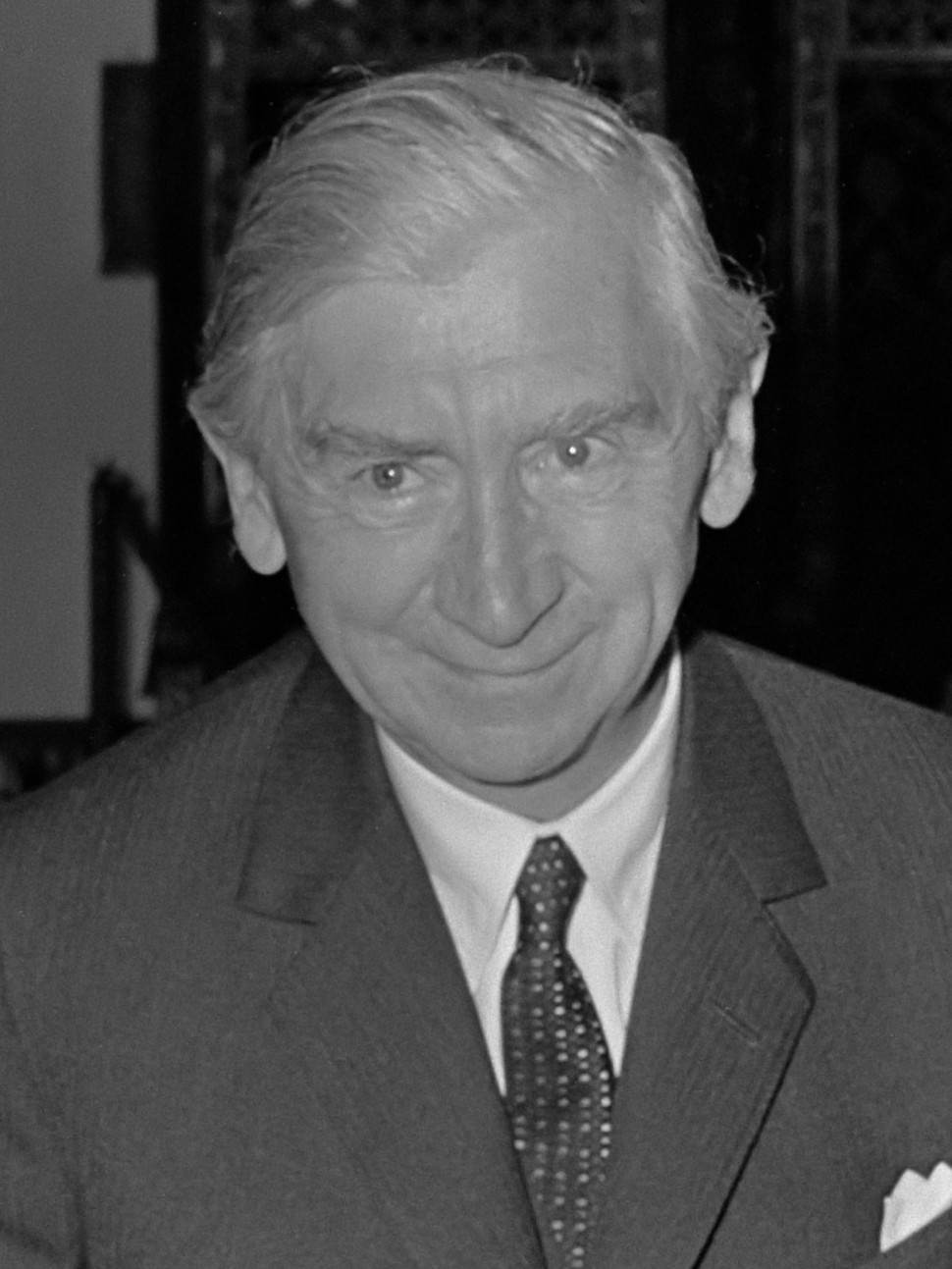
ハーバート・リード(1966)

サー・ハーバート・エドワード・リード（Sir Herbert Edward Read、1893年12月4日 - 1968年6月12日）は、イギリス、ヨークシャー生まれの詩人、文芸批評家、美術批評家。ロマン主義の作風で知られる。第一次世界大戦に従軍した後は美術評論家としても活動する。また1953年には、イギリスの文学への貢献からナイト爵を授与されている。
リードはハーバード大学 the Norton Professor となった（1953年-1954年）。晩年には米国ウェズリアン大学の高等研究センターの教授を務めた（1964年-1965年）。80冊あまりの著作があるものの、日本では美学を論じた著作が主に邦訳されていることから、詩人よりは美術評論家としての肩書きが有名（勿論詩集や政治に関する著作物もある）。

## 詩作、文芸・美術批評
イングランド、ノース・ヨークシャー州の小都市カービームアサイド(Kirbymoorside)に生まれる。リーズ大学に進学するが、第一次世界大戦勃発により学業を中断した。フランス戦線に派遣され、十字勲章と殊勲章を授与された。戦時中にフランク・ラターと共に雑誌『芸術と文学』(Arts and Letters)を創刊。この雑誌は文芸誌の中で最も早い時期にT・S・エリオットの作品を掲載したものの一つである。
リードの第1詩集である『混沌の歌』は1915年に自費出版された。さらに1919年に刊行された第2詩集『裸の戦士』では、第一次世界大戦の最前線で彼自身が経験した戦闘の模様を扱っている。彼の作品にはイマジズムの影響が見られ、主に自由詩の形式を採っている。1946年には彼の詩作品全集も出版された（1966年に改訂版）。文芸批評家としては主にイギリス・ロマン主義詩人を扱っている（例えば1953年の『ほんものの感情の声―イギリス・ロマン主義詩研究』等）。小説家としては『グリーン・チャイルド』を出版した。また、『クリテリオン』に定期寄稿し（1922年 - 1939年）、『リスナー』でも長年にわたって芸術批評の論陣を張った。
とはいえ美術批評家としてのリードのほうが知名度は高い。彼はポール・ナッシュ、ベン・ニコルソン、ヘンリー・ムーア、バーバラ・ヘップワースといった現代イギリスの芸術家たちを高く評価し、ナッシュらによる現代芸術グループ「ユニット・ワン」にも参加している。またエディンバラ大学で美術の教授を務めた（1931年-1933年）。流行発信源として注目を集めた『バーリントン・マガジン』の編集に携わった（1933年-1938年）他、1936年に開催されたロンドン国際シュールレアリズム展の企画者に名を連ね、同年にアンドレ・ブルトン、ヒュー・サイクス・デイヴィス、ポール・エリュアール、ジョルジュ・ユニエらの寄稿を得てカタログ『シュールレアリズム』の刊行も行っている。またテート・ギャラリーの理事や、ヴィクトリア&アルバート美術館の館長も務めた（1922年 - 1939年）。さらに1947年にはローランド・ペンローズらと共同で現代美術会館(ICA)の設立にも関わった。
リードは1953年に当時の首相ウィンストン・チャーチルの推薦で「文学への貢献」を理由としてナイトの称号を得た。しかし政治的には彼は、静寂主義の流れを汲むアナキストを任じていた。
リードの政治的著作と芸術・文化に関する著作とを分けることは難しい。これは、人間意識の表現として芸術・文化と政治には変わるところがないと彼が考えていたためである。
リードは1941年刊行の『文化なんて糞食らえ』で、文化という言葉に軽蔑を表明し、芸術家(artist)を職人(artisan)と考えるアナキスト的見解を展開している。この本では、書体デザイナーでアーツ・アンド・クラフツ運動にも参加したエリック・ジルの作品にも分析が加えられている。

## 哲学
哲学的にはリードはシェリング、フィヒテ、サミュエル・テイラー・コールリッジなどに代表される大陸哲学の観念論的伝統に親しく、人間精神に経験される現実というものは外的で客観的な事実というよりも人間精神の産物といったほうがよいと考えていた。言い換えると、精神は眼を通じて知覚した対象を記録するカメラのようなものではない。むしろ精神は、自らの現実を投影するプロジェクターのようなものである。マルクス主義の全盛期にあって、リードの芸術理論に力強さを与えているのはこういう非マルクス主義的な哲学的土台である。芸術の目的とはわれわれにとっての現実の意味を作り出すことである。つまり、芸術とは多くのマルクス主義者が考えているのと違って、単なるブルジョワ社会の産物ではない。芸術とは、意識の展開と同時的に発展していく心理学的過程なのである。従って--1930年代にリードがアンソニー・ブラントというマルクス主義の批評家と論争するときに多用した言い方をすれば--芸術は生物学的現象でもある。この点でリードはドイツの芸術心理学の発展から影響を受けている。とはいえリードは精神分析学にも興味を抱いており、さらにユング心理学に傾倒した。実際、リードは英語圏で最も早い時期に、精神分析学を芸術批評・文芸批評の道具として 用いた人物なのである。
おそらくリードはイギリスの著作家の中でもっとも早い時期に、フランスの実存主義者の著作に関心を持った。早くも1949年に彼はサルトルに関心を抱いている。リード自身が実存主義者を名乗ったことは一度もないが、実存主義者たちから理論的に多くを学んだことは認めている。

## 没後
1968年の死後はリードは急速に忘れ去られた。これはおそらく、マルクス主義をふくめて芸術の社会理論がアカデミズムに広まったためと思われる。それでもリードの著作は読まれ続けており、1990年代に入ると、1993年にリーズ市立アート・ギャラリーで彼の回顧展が開かれたのをきっかけに再び注目を集めている。著作の再刊も現れ始め、2004年6月にはテート・ブリテンでハーバート・リードについてのカンファレンスが開かれた。

## 主な著書
- 芸術による教育
1943年刊行。執筆に2年をかけた大作。芸術を基礎とするラディカルな教育システムを構想している。芸術教育に対して多角的に分析、再定義するため、生物学、心理学、生理学、社会学、哲学といった様々な分野の研究が引用されているのが特徴。よって本書は、壮大な論理展開と魅力が内包されたものとなっている一方、著者の主張を総括しその全体像を把握することは非常に困難であるとされている。文章自身は、幅広い読者層に向けて執筆されたため、論理展開はかなり慎重で、想定しうる様々な反論に対する前置きが前編は目立つ。
- イコンとイデア
- 自伝
農場で過ごした幼少期の叙述や、戦時中の日記、自身の経験による美学、政治評論、晩年の書き下ろしによって構成される。自伝だけあって『芸術による教育』と比較して、詩人としてのリードの物事に対する感受性が前面に押し出された内容となっている。
- アナキズムの哲学

## 著作
- 1915年 Songs of Chaos.
- 1919年 Eclogues. A book of poems.
- 1919年 Naked Warriors.
- 1923年 Mutations of the Phœnix. 
  - 和田徹三訳『フィーニクスの変容』沖積舎 1980年
- 1925年 In retreat ; and, The raid.
- 1926年 Collected poems. 1913-25. New ed., 1953. 1966.
- 1926年 Reason and romanticism : essays in literary criticism.
  - 佐山栄太郎訳『批評の属性』研究社 1935年
- 1928年 English prose style. 2nd ed., 1931. New ed., 1937. 
  - 田中幸穂訳『散文論』みすず書房 1958年
- 1928年 Phases of English poetry. New and revised ed., 1950. 
  - 田中幸穂訳『詩についての八章』みすず書房, 1956年
- 1929年 The sense of glory : essays in criticism.
- 1929年 Staffordshire Pottery Figures.
- 1930年 Julien Benda and the new humanism.
- 1930年 Wordsworth : The Clark Lectures 1929-1930. 2nd ed., 1946. New ed., 1949.
- 1931年 The meaning of art. 2nd ed., 1936. 3rd ed., 1951. New and revised ed., 1968. 
  - 足立重訳『藝術の意味』伊藤書店 1940年
  - 瀧口修造訳『芸術の意味』みすず書房, 1959年。度々新版
- 1931年 The London Book of English Prose. Selected and ordered by H. Read and B. Dobrée. 2nd ed., 1952.
- 1931年 The place of art in a university.
- 1932年 Form in modern poetry. 
  - 和田徹三訳『現代詩論』みすず書房, 1957年
  - 御輿員三訳『現代詩と個性』南雲堂 1960年
- 1933年 Art now : an introduction to the theory of modern painting and sculpture. New ed., 1936. Revised ed., 1948, 1960. 5th ed., 1968. 
  - 植村鷹千代訳『今日の絵画』新潮社 1953年
  - 増野正衛,多田稔訳『今日の美術--現代の絵画、彫刻に関する理論への序説』新潮社 1973年
- 1933年 The innocent eye.
- 1933年 The End of a war.
- 1933年 The English Vision : an Anthology.
- 1934年 Henry Moore Sculptor.
- 1934年 The Principles of Industrial Design.
- 1934年 Unit 1 : the modern movement in English architecture painting and sculpture, edited by Herbert Read.
- 1935年 The green child. A romance. New ed., 1945. With an introduction of Graham Greene, 1970. 
  - 増野正衛訳『グリーン・チャイルド』みすず書房 1959年／英宝社 1968年
  - 前川祐一訳『緑のこども』河出書房新社 1975年
- 1935年 Poems, 1914-1934.
- 1935年 Essential Communism.
- 1936年 Art and society. 2nd ed., 1945. 3rd ed., 1956. 4th ed., 1967. 
  - 植村鷹千代訳『芸術と環境』粱塵社, 1942年
  - 周郷博訳『美術と社会』牧書店 1955年
- 1936年 In Defence of Shelley, & other Essays.
- 1936年 Surrealism, edited by Herbert Edward Read. 
  - 安藤一郎,山中散生他訳『シュルレアリスムの発展』国文社, 1972年
- 1937年 Paul Nash. 3rd ed., 1948年
- 1938年 Collected essays in literary criticism. 2nd ed., 1951. 
  - 増野正衛訳『文学批評論』みすず書房, 1958年
- 1938年 Poetry and Anarchism. 
  - 中橋一夫,大沢正道訳『詩とアナキズム』創元社 1952年
- 1939年 The knapsack : a pocket-book of prose and verse. 2nd ed., 1942. 6th ed., 1946.
- 1940年 Annals of innocence and experience. New ed., 1946.
- 1940年 Philosophy of anarchism. 
  - 大沢正道訳『アナキズムの哲学』法政大学出版局 1968年
- 1940年 Thirty-five poems. 
  - 和田徹三訳『H・リード詩集・夜の拒否』国文社, 1962年
- 1941年 To Hell with culture : democratic values are new values.
- 1943年 Education through Art. New ed., 1958. 1961. 
  - 植村鷹千代,水沢孝策訳『芸術による教育』美術出版社 1953年. 改訂版, 1957年
  - 宮脇理,岩崎清,直江俊雄訳『芸術による教育』フィルムアート社 2001年
- 1943年 The politics of the unpolitical. 
  - 増野正衛,山内邦臣訳『政治ぎらいの政治論』創元社, 1953年
    - 改題『非政治的人間の政治論』法政大学出版局, 1970年
- 1944年 A World within a War. Poems.
- 1944年 Art and industry : the principles of industrial design. 2nd. ed., 1945. 3rd ed., 1953. 4th ed., 1956. 5th ed., 1966. 
  - 勝見勝,前田泰次訳『インダストリアル・デザイン』みすず書房, 1957年
- 1944年 The Education of Free Men.
- 1944年 A World within a war : poems.
- 1945年 A Coat of Many Colours. Occasional essays. 
  - 第1部の増野正衛訳『ピカソ・ルオー・クレーなど』みすず書房, 1955年
  - 第2部の飯沼馨訳『最後のボヘミア人』みすず書房, 1955年
  - 最終第3部の森清訳を併せた全訳版『芸術論集』みすず書房, 1957年. 1969年
- 1945年 Freedom. Is it a crime? The strange case of the three anarchists jailed at the Old Bailey, April, 1945. Two speeches, etc. 
  - 増野正衛訳「自由とは犯罪なりや」、『グリーン・チャイルド』新版、英宝社, 1968年所収
- 1946年 The Future of Industrial Design.
- 1947年 The Grass Roots of Art. 
  - 増野正衛訳『芸術の草の根』岩波書店, 1956年
- 1948年 Klee, 1879-1940, with an introduction and notes by Herbert Read. 
  - 片山敏彦訳『クレエ 1879-1940』みすず書房 1954年
  - 瀧口修造訳『クレー』平凡社 1956年
- 1949年 Coleridge as a critic.
- 1949年 Existentialism, Marxism and anarchism; Chains of freedom. 
  - 万沢遼,大内義一訳『自由について』河出新書, 1955年
- 1949年 Outline : an autobiography and other writings.
- 1950年 Education for Peace. 周郷博訳『平和のための教育』岩波書店 1952年
- 1951年 Art and the Evolution of Man. Lecture, etc.
- 1951年 Contemporary British Art. Revised ed., 1964.
- 1951年 Byron.
- 1952年 The Philosophy of Modern Art. Collected essays. 
  - 宇佐見英治,増野正衛訳『モダン・アートの哲学』みすず書房, 1955年
- 1953年 The true voice of feeling : studies in English romantic poetry.
- 1954年 Anarchy and Order. Essays in politics. Revised ed., 1974.
- 1955年 Icon and Idea. The function of art in the development of human consciousness.
  - 宇佐見英治訳『イコンとイデア--人類史における芸術の発展』みすず書房, 1957年
- 1955年 Moon’s Farm : and poems mostly elegiac.
- 1956年 The Art of Sculpture. The A. W. Mellon lectures in the fine arts, 1954, etc. 
  - 宇佐見英治訳『彫刻の芸術』みすず書房, 1957年.
  - 宇佐見英治訳『彫刻とはなにか--特質と限界』日貿出版社, 1995年
- 1957年 The significance of children’s art. Art as symbolic language.
- 1957年 The Tenth Muse. Essays in criticism. 
  - 宇佐見英治,安川定男訳『第十のミューズ-批評の芸術』みすず書房, 1959年
- 1957年 This Way Delight. A book of poetry for the young selected by H. Read.
- 1959年 A Concise history of modern painting. Revised ed., 1968. New ed., 1974. 
  - 大岡信訳『近代絵画史』紀伊國屋書店 1962年
- 1960年 The Forms of Things Unknown. Essays towards an aesthetic philosophy. 
  - 長谷川鑛平訳『見えざるものの形--美の哲学への序説』法政大学出版局, 1973年
- 1960年 The Parliament of Women. A drama in three acts.
- 1960年 The Third Realm of Education.
- 1961年 Aristotles mother : an imaginary conversation.
- 1962年 A Letter to a Young Painter. 
  - 増野正衛, 多田稔訳『若い画家への手紙』新潮社, 1971年
- 1962年 Design and Tradition. The Design Oration 1961 of the Society of Industrial Artists, etc.
- 1963年 The Contrary Experience. Autobiographies. 
  - 北條文緒訳『ハーバート・リード自伝--対蹠的な経験』法政大学出版局, 1970年
- 1963年 Eric Gill. An essay.
- 1963年 Lord Byron at the Opera. A play for broadcasting.
- 1964年 A Concise History of Modern Sculpture. 
  - 二見史郎訳『近代彫刻史』紀伊國屋書店, 1965年
  - 藤原えりみ訳『近代彫刻史』言叢社, 1995年
- 1965年 Henry Moore. A study of his life and work.
- 1965年 The Origins of Form in Art. 
  - 瀬戸慶久訳『芸術形式の起源』紀伊國屋書店, 1966年
- 1965年 Origins of Western Art. General introduction.
- 1966年 The redemption of the robot: my encounter with education through art. 
  - 内藤史朗訳『芸術教育による人間回復』明治図書出版 1972年.
  - 小野修訳『芸術教育の基本原理--人間ロボットの解放』紀伊國屋書店, 1973年
- 1967年 Art and alienation. The role of the artist in society. 
  - 増渕正史訳『芸術と疎外--社会における芸術家の役割』法政大学出版局, 1992年
- 1967年 Henry Moore: mother and child.
- 1967年 Poetry and experience.
- 1968年 The cult of sincerity. 
  - 相原幸一訳『無垢の探究』紀伊國屋書店, 1970年
- 1968年 鈴木大拙との共著『禅と芸術』（内藤史朗・坂東性純編）朝日出版社
- 1969年 Essays in literary criticism: particular studies.
- 1983年 Pursuits & verdicts, with a preface by Graham Greene.
- 1994年 A one-man manifesto and other writings for Freedom Press, edited with an introductory essay by David Goodway.
- 以下は原題不詳
  - 和田徹三訳『詩と詩論』国文社, 1976年